# HD 153897
HD 153897，又名BD+27 2738，SAO 84765、HR 6328，是一颗恒星，视星等为6.55，位于銀經48.46，銀緯35.08，其B1900.0坐标为赤經16h 57m 8.7s，赤緯+27° 35.08′ 39″。